# Peste castellana de 1422
La Peste castellana de 1422 no es muy conocida y afectó principalmente a Cuenca, Ocaña, Alcalá de Henares y Sevilla.
Enrique de Villena alude a ella en su Tratado de la consolación, en uno de cuyos manuscritos figura un incipit de Juan Fernández de Valera, personaje a quien va dirigido este tratado, que menciona un brote pestilencial que ha asolado a la población de la ciudad de Cuenca durante los últimos meses de 1422, y como consecuencia del tal ha perdido a su mujer, su hija y toda su familia. La atestigua también la Crónica de Juan II de Álvar García de Santa María, como había atestiguado las de 1400-1402 y 1413-1414.
No figura en el catálogo ofrecido por Joaquín de Villalba Epidemiología española ó historia cronológica de las pestes, contagios, epidemias y epizootias que han acaecido en España desde la venida de los cartagineses hasta el año 1801, Madrid, 1802, recientemente reeditada en versión bilingüe (español/inglés), con estudio preliminar de Antonio Carreras Panchón con el título Joaquín de Villalba (1752-1807) y los orígenes de la historiografía médica española (Málaga: Universidad, 1984, 2 vols.)
- Datos: Q6073271